# 450.
450. je šesto desetletje v 5. stoletju med letoma 450 in 459. 